# 張婉婷
張婉婷（英語：Mabel Cheung，1950年11月17日—），香港電影導演、编剧，香港電影新浪潮的代表人物之一。

## 簡歷
張婉婷出生於香港，祖籍是廣東省開平市；早年於香港島半山區的英華女學校（小學部及中學部）就讀，之後升讀香港大學心理系。畢業後到英國布里斯托大學學習文學及戲劇，留英期間曾加入英國廣播公司工作，為旗下紀錄片擔任助導。
1978年至1980年為香港電台導演電視節目，作品在包括在《獅子山下》及《屋簷下》中的單元、儿童节目《香蕉船》等。1990年代，曾加入亞洲電視擔任編導，作品包括1993年由亞視新聞製作的《時事追擊》中的《牟宗三先生特輯》。
1982年赴美國紐約大學修讀電影，並於當時認識另一位同班同學羅啟銳；兩人成為相戀40年的男女朋友，直到男方2022年去世。雖然張婉婷和羅啟銳生前沒有正式註冊結婚，但是她仍有送羅啟銳最後一程和協助其身後事。
1985年获邵氏电影公司力荐，首次執導电影《非法移民》，獲香港電影金像獎最佳導演。1987年執導的《秋天的童話》大受歡迎，更獲香港金像獎最佳電影。1989年的《八両金》獲金像獎五項提名。這三部電影是張婉婷的移民三部曲。
1988年張婉婷與羅啟銳合作編寫七小福劇本，獲金馬獎最佳劇本獎。較後期的作品有則有描寫中國近代史上三名重要女性的《宋家皇朝》，描寫兩代青年香港大學生愛情的《玻璃之城》。
1991年客串演出電影《豪門夜宴》和《雙龍會》。
2007年4月15日，香港特區政府成立香港電影發展局，張婉婷獲委任為非官方委員，任期至2013年3月31日止。2021年4月1日起，張婉婷出任該局副主席。
2023年1月27日，香港特區政府成立「推廣香港新優勢專責小組」，由財政司司長陳茂波領導，成員包括11名官方成員、22名非官方成員及14個「香港隊」伙伴機構。22名非官方成員當中包括電影導演張婉婷，她會就如何「說好香港故事」提供意見。
2011至2021年間執導紀錄片《給十九歲的我》，講述多位千禧年代出生的英華女學校學生成長故事，獲得第29屆香港電影評論學會大獎最佳電影獎。然而此片於2023年2月2日於香港公映後，被其受訪主角指在拍攝後違反有關公映安排的協定、部份片段更以偷拍拍攝，引起公眾嘩然；而香港單車運動員李慧詩也撰文指對於電影使用自己受訪的片段毫不知情。電影在爭議聲中於2月6日起暫停公映。張婉婷與郭偉倫憑這齣電影獲得香港電影金像獎最佳導演提名，雖然郭偉倫決定繼續參與遴選，但張婉婷將缺席頒獎禮。這部紀錄片最終先後獲頒第29屆香港電影評論學會大獎最佳電影、2022年度香港電影導演會年度大獎最佳電影，以及第41屆香港電影金像獎最佳電影。

## 電影界成就
張婉婷曾與男友羅啟銳一起創作、製作、拍攝、導演、監製了多部膾炙人口的經典香港電影和華語電影，是華語電影界中少有的夫妻檔（實際是相戀40年的男女朋友）的導演組合，被稱為“雌雄大導”，二人通常會輪流擔任導演和監製。張婉婷於2019年3月起擔任香港電影導演會會長。
张婉婷一直坚持拍摄具有香港本土情怀和浪漫中產、文艺气质濃厚的电影，与罗启锐一起自组班子，二人作品题材由香港辐射至两岸三地，是香港新浪潮电影的代表性人物。著名作品包括有《非法移民》、《秋天的童話》、《我爱扭纹柴》、《八両金》、《七小福》、《宋家皇朝》、《玻璃之城》、《北京樂與怒》、《岁月神偷》等。其中2009年作品《岁月神偷》夺得柏林影展的水晶熊奖，1987年的《秋天的童话》更席卷华人影坛，夺得香港电影金像奖和台湾金马奖等多个電影奖项。
多位香港和華人社會的超級巨星，憑藉二人執導和編劇的作品，獲得影帝影后及最佳男女配角，如周潤發、陳百強、鄭裕玲、鍾楚紅、劉嘉玲、洪金寶、張艾嘉、黎明、舒淇、毛舜筠、張曼玉、姜文、金燕玲、楊紫瓊、黃秋生、任達華、劉青雲、吳君如、湯唯、吳彥祖、陳奕迅、李治廷等等，可以說旗下作品影帝影后雲集，莊諧並重、散發濃厚香港文化特有的情懷和文藝氣息。
張婉婷與羅啟銳也擔任電影研究，以及在香港、北京、廣州、台北等地的大學中擔任電影藝術學、創意學的講師。並積極推動香港導演會和香港電影工作者聯會的工作，為香港電影和兩岸的華語電影繼續效力。

## 導演
- 1985年 《非法移民》（香港電影金像獎最佳導演）
- 1987年 《秋天的童話》（香港電影金像獎最佳電影、編劇、攝影；金馬獎最佳男主角）
- 1988年 《七小福》（編劇）（金馬獎七項大獎，最佳影片、導演、劇本、攝影等等）
- 1989年 《八両金》
- 1991年 《我愛扭紋柴》（編劇）
- 1992年 《戰神傳說》（合作導演）
- 1997年 《宋家皇朝》
- 1998年 《玻璃之城》
- 2000年 《北京樂與路（英语：Beijing Rocks）》（香港電影金像獎五項提名）
- 2003年 《龍的深處─失落的拼圖（英语：Traces of a Dragon）》（紀錄片）
- 2013年 《深藍》（微電影）
- 2014年 《愛‧從心發現》（微電影）
- 2014年 《O的故事》（微電影）
- 2015年 《三城記》
- 2022年 《給十九歲的我》（紀錄片，香港電影金像獎最佳電影，金像獎最佳導演提名、最佳剪接提名）

## 監製
- 2010年 《歲月神偷》 （柏林影展水晶熊獎「新世代」最佳影片。這是首次有香港電影獲此殊榮。）

## 電視編導
- 1978年 香港電台《屋簷下：開眉粥》
- 1992年 香港電台《歲月流情：全壘打》
- 1993年 亞洲電視《時事追擊》之《牟宗三先生特輯》[2][3]

## 演出
- 1991年 《豪門夜宴》
- 1991年 《雙龍會》
- 1997年 《蔡瀾人生真好玩》（嘉賓）

## 公職
- 2007年4月15日至2009年3月31日：第1屆香港電影發展局非官方委員
- 2009年4月1日至2011年3月31日：第2屆香港電影發展局非官方委員
- 2011年4月1日至2013年3月31日：第3屆香港電影發展局非官方委員
- 2021年4月1日至2023年3月31日：第8屆香港電影發展局副主席
- 2023年1月至今：香港特區政府「推廣香港新優勢專責小組」非官方成員
- 2023年3月1日至2025年3月31日：第9屆香港電影發展局副主席

## 爭議
張婉婷為母校英華女學校籌劃及導演的紀錄片《給十九歲的我》引起極大爭議。
電影上映後，其中兩名受訪學生指曾經對紀錄片提出多項質疑，例如拍攝過程和導演的處理方式，亦多次因私隱問題，反對電影上映，惟校方未並有尊重其意願。社會有聲音質疑電影製作方漠視受訪女生的反對，由最初「只供校內放映和製成DVD贈給校友捐款者」，演變成「香港及海外公映」。
2023年1月，張婉婷接受商業電台《一圈圈》節目訪問時，親述拍攝團隊在拍攝《給十九歲的我》中馬燕茹的比賽片段時，裝作已申請許可證的樣子般進入日本伊豆舉行的場地單車亞洲錦標賽的場地，當她被工作人員截查時，聲稱有人正把許可證拿過來，更稱馬燕茹是他們一分子。其後場地工作人員便一直以為紀錄片拍攝團隊是記者，他們順勢繼續拍攝。於同一場合，張婉婷採訪了單車運動員李慧詩，並將採訪片段用於《給十九歲的我》。2月5日，李慧詩於網上社交媒體發文表示電影在未獲她同意的情況下使用其採訪片段，對此影片「我不會看，亦不鼓勵你看」。面對各方指責，張婉婷隨即宣布影片於2月6日起終止公映。
2月6日，香港體育記者協會發出聲明，對於張婉婷在未持有採訪批准而進入單車場館採訪李慧詩一事，感到遺憾。協會又批評張的行為或影響本地媒體形象，可能令本地媒體在將來申請海外採訪時，可能因此出現更多限制。張婉婷回應事件表示，曾透過一位單車聯會（即今香港單車總會）「名譽董事」協助攝製團隊進入伊豆單車館訪問。該會執行委員會否認曾派員協調，亦未有張所提及的「名譽董事」一職。
雖然非議聲很大，《給十九歲的我》仍獲頒第41屆香港電影金像獎最佳電影，由導演之一郭偉倫率領製作團隊上台領獎，並讀出缺席頒獎典禮的張婉婷所撰之親筆信及得獎感言。該片得獎在網絡引起極大迴響，有網民怒斥金像獎評委變相鼓勵不道德電影製作，亦有網民狠批評審畀面電影發展局副主席張婉婷，卻漠視女學生感受。亦有網民指張婉婷的得獎感言似暗諷有同學沒有勇氣面對觀眾，反映她由始至終沒有真心反省道歉。

## 外部連結
- 張婉婷在互联网电影资料库（IMDb）上的資料（英文）